# Karl König
Karl König (Vienna, 25 settembre 1902 – Überlingen, 27 marzo 1966) è stato un pediatra austriaco.
È stato il fondatore del Movimento Camphill, un'organizzazione internazionale di comunità terapeutiche per persone con necessità speciali o con disabilità.

## Biografia

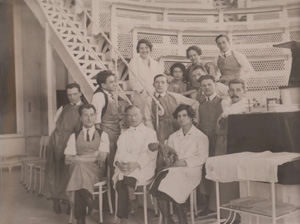
Una foto del giovane König con i suoi docenti universitari a Vienna, nel 1925

Karl König nacque a Vienna, in Austria-Ungheria, il 25 settembre 1902, l'unico figlio di un calzolaio ebreo. Studiò medicina presso l'Università di Vienna e si laureò nel 1927 in embriologia. Dopo la laurea, incontrò Ita Wegman, un medico antroposofico che lo invitò a lavorare nel suo istituto per persone con bisogni educativi speciali ad Arlesheim, in Svizzera. Sposò Mathilde Maasberg nel 1929.
In seguito al suo lavoro ad Arlesheim, König fu nominato pediatra presso l'istituto Schloß Pilgrimshain ispirato a Rudolf Steiner, a Strzegom, dove lavorò fino al 1936 quando tornò a Vienna e fondò una pratica medica di successo. Fu costretto a fuggire da Vienna ad Aberdeen, in Scozia, nel 1938 a causa dell'invasione nazista dell'Austria.
Per un breve periodo fu rinchiuso in prigionia a causa dello scoppio della seconda guerra mondiale, ma subito dopo il suo scarceramento nel 1940, creò la prima comunità Camphill per bambini con bisogni educativi speciali, basata sui principi spirituali dell'antroposofia, nella tenuta residenziale Camphill. Dalla metà degli anni 1950 König creò nuove comunità, tra cui la prima a occuparsi anche di persone adulte con necessità speciali a Botton nel North Yorkshire.

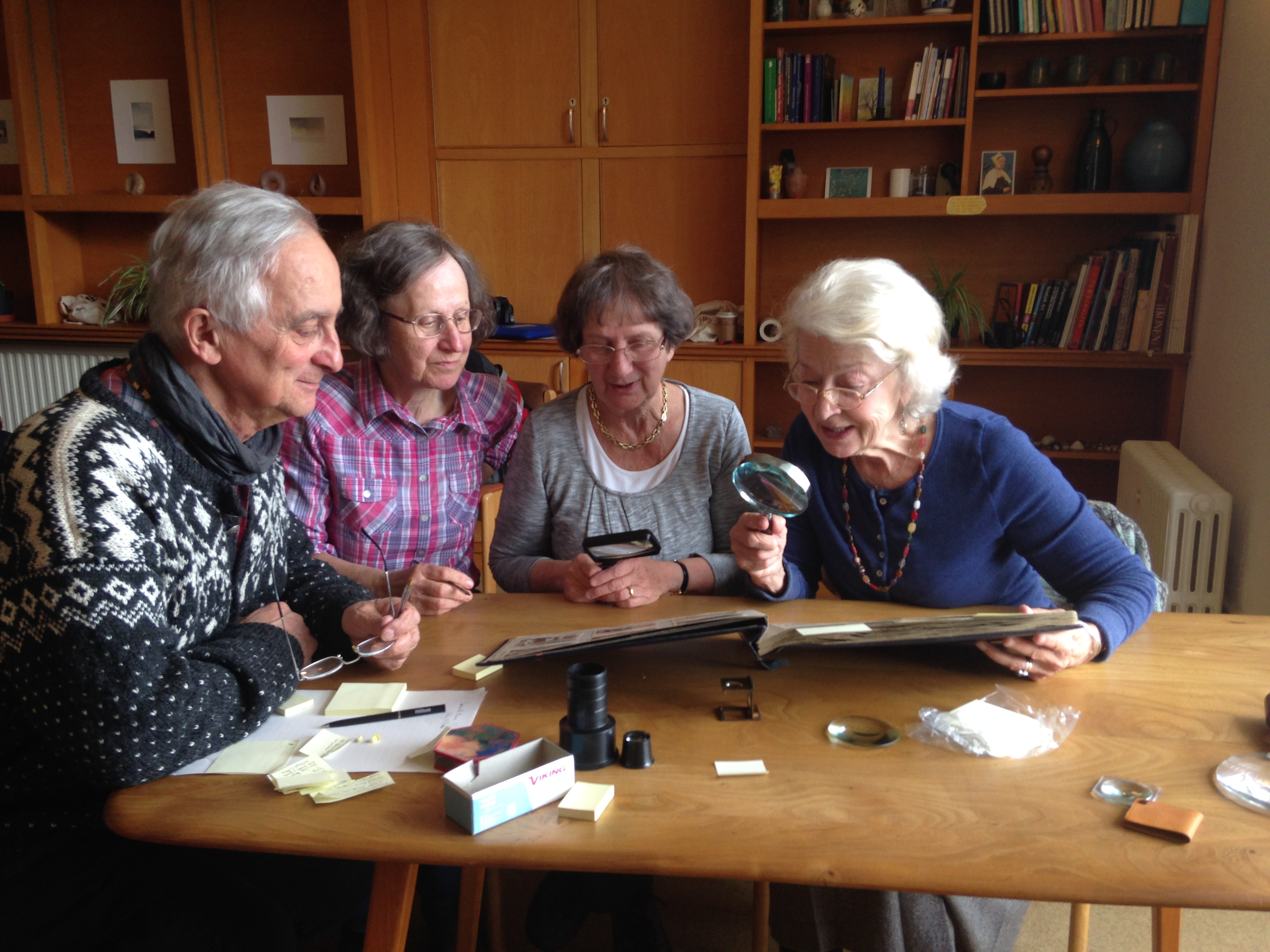
Interno dell'Istituto Karl König a Berlino

Nel 1964 König si trasferì a Brachenreuthe, l'attuale Überlingen, sul lago di Costanza, in Germania, dove fondò un'altra comunità. Alla sua morte nel 1966 venne creato un archivio dei suoi scritti, conservato presso l'Istituto Karl König, un'organizzazione senza scopo di lucro con sede a Berlino.